# Euphorbia paradoxa
Euphorbia paradoxa är en törelväxtart som först beskrevs av Philipp Johann Ferdinand Schur, och fick sitt nu gällande namn av Lajos von Simonkai. Euphorbia paradoxa ingår i släktet törlar, och familjen törelväxter. Inga underarter finns listade i Catalogue of Life.